# 硫代乙酸-O-乙酯
硫代乙酸-O-乙酯是一种有机化合物，化学式为CH3C(S)OC2H5。它可由1-乙氧基乙亚胺和硫化氢在无水甲醇中反应制得，或由原乙酸三乙酯和硫化氢在氯化铁或氯化锌催化下反应得到。它和4-氯-3-喹啉胺、正丁基锂（或乙基溴化镁）在四氢呋喃中反应，可以得到2-甲基噻唑并[4,5-c]喹啉。